# Triodopsis occidentalis
Triodopsis occidentalis är en snäckart som först beskrevs av Henry Augustus Pilsbry och James Henry Ferriss 1894.  Triodopsis occidentalis ingår i släktet Triodopsis och familjen Polygyridae. IUCN kategoriserar arten globalt som otillräckligt studerad. Inga underarter finns listade i Catalogue of Life.